# Leucon savulescui
Leucon savulescui är en kräftdjursart som beskrevs av Petrescu 1992. Leucon savulescui ingår i släktet Leucon och familjen Leuconidae. Inga underarter finns listade i Catalogue of Life.